# Konstanty Budkiewicz
Konstanty Romuald Budkiewicz (ur. 19 czerwca?/1 lipca 1867 w Zubrach koło Dyneburga, zm. 31 marca 1923 w Moskwie) – polski ksiądz katolicki, wieloletni (1904-1923) proboszcz parafii św. Katarzyny Aleksandryjskiej w Petersburgu, działacz społeczny i narodowy. Zamordowany przez GPU po procesie pokazowym.

## Życiorys

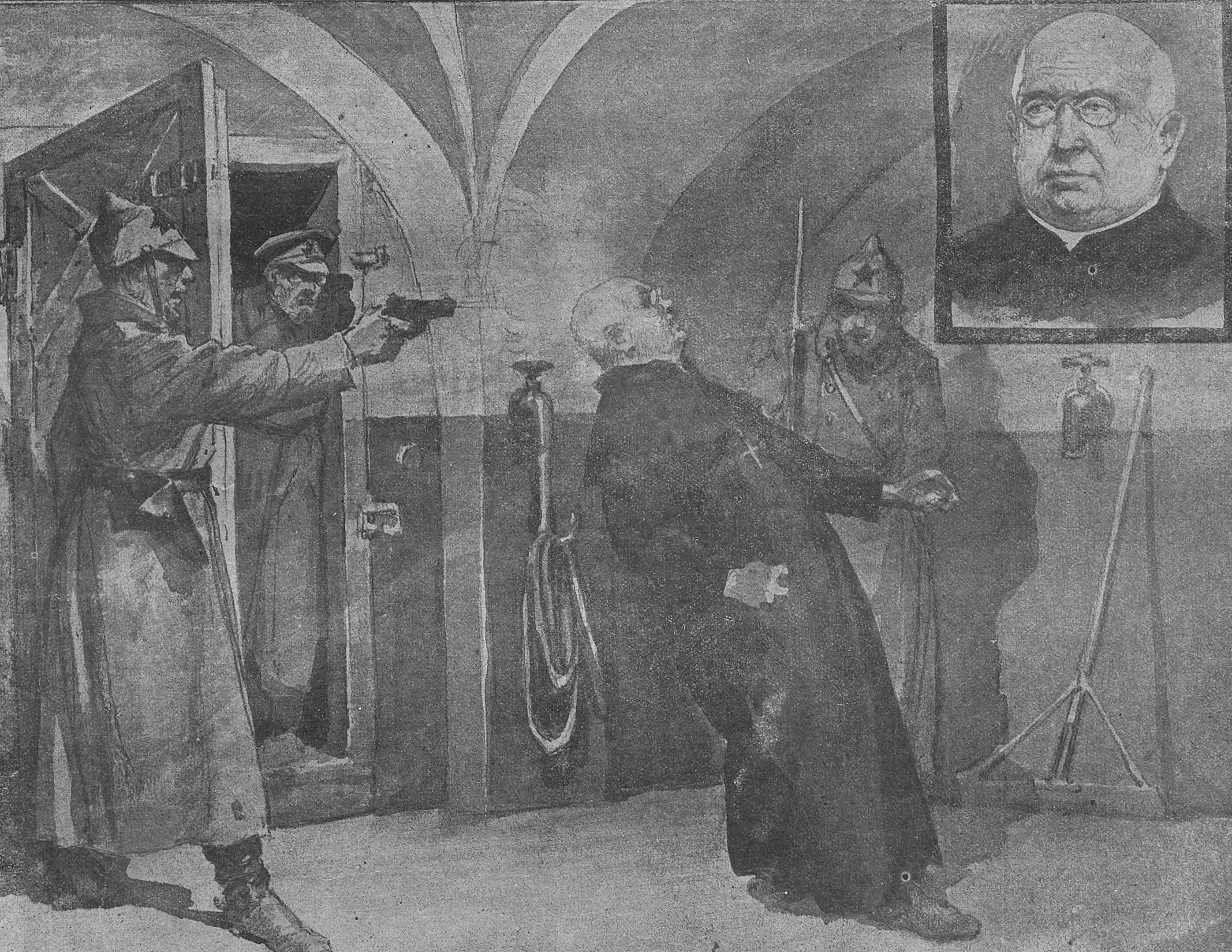
Scena egzekucji ks. Budkiewicza wydrukowana w „Nowościach Illustrowanych”

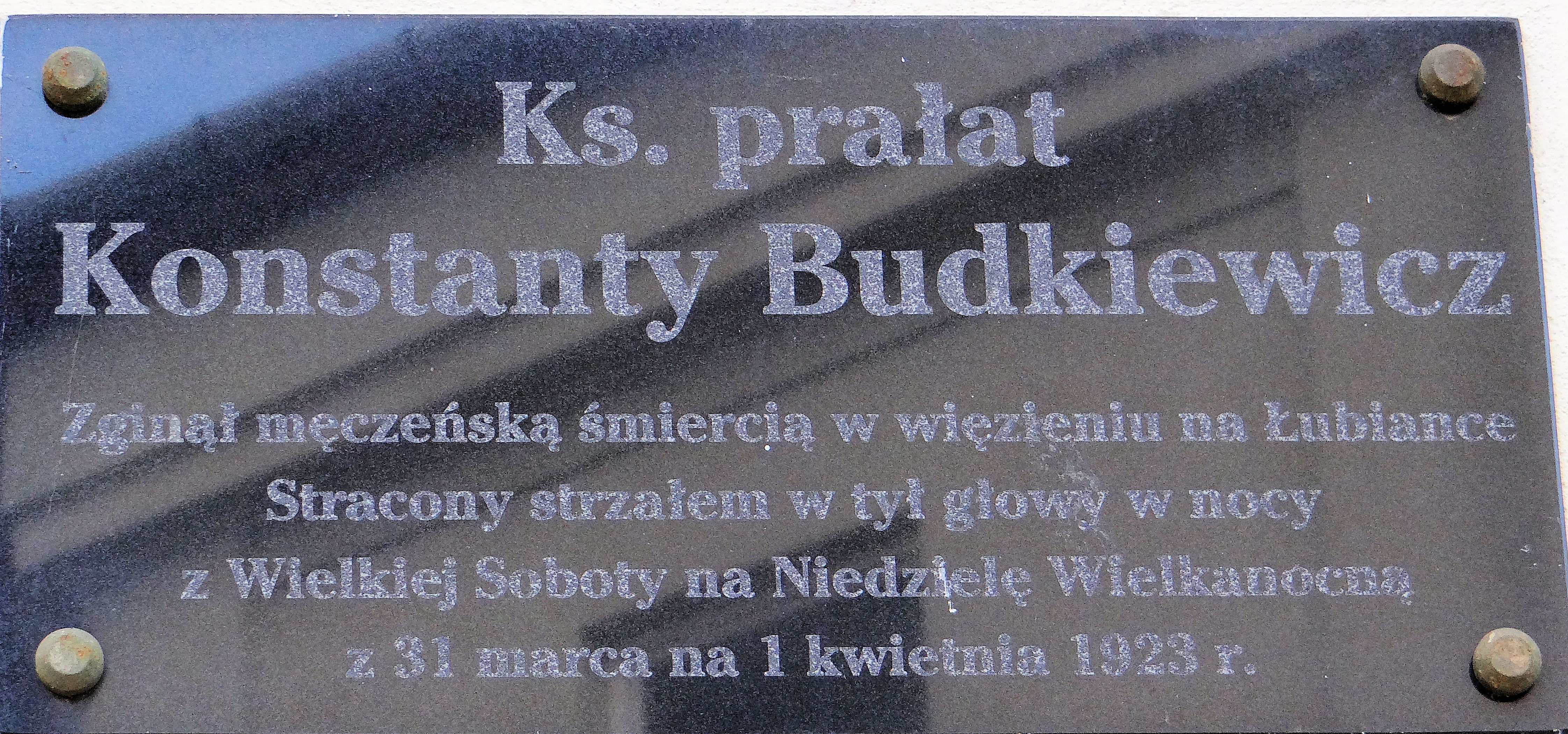
Kościół św Anny w Białej Podlaskiej - tablica poświęcona pamięci ks. Prałata Konstantego Budkiewicza

Był synem Juliusza i Marii z Borkowskich. W latach 1886–1890 uczył się w seminarium duchownym, a następnie w Akademii Duchownej w Petersburgu, gdzie uzyskał stopień kandydata teologii. Święcenia kapłańskie uzyskał w 1893 roku. 13 stycznia 1904 został zastępcą Jana Ścisławskiego, proboszcza w parafii św. Katarzyny w Petersburgu, a niedługo potem jej proboszczem. Poprzedni proboszcz wysoko cenił jego zdolności oraz doświadczenie administratorskie. Dzięki jego działalności polskie gimnazja, męskie i żeńskie przy jego parafii osiągnęły bardzo dobry poziom nauczania. Zajmował się organizowanie oświaty dla najbiedniejszych. Członek Rzymskokatolickiego Towarzystwa Dobroczynności w Petersburgu. Brał udział w pracach towarzystwa sportowego „Sokół Polski”. Był członkiem Ligi Narodowej.
Po wybuchu I wojny światowej był od sierpnia 1914 działaczem Polskiego Towarzystwa Pomocy Ofiarom Wojny m.in. członkiem Komitetu Głównego i wiceprezesem towarzystwa. W 1917 roku kierował pracami Polskiego Komitetu Obywatelskiego, udzielającego pomocy Polakom przebywającym na terenie Rosji. Po odzyskaniu przez Polskę niepodległości pozostał w Rosji Radzieckiej i przyjął obywatelstwo sowieckie, dla zapewnienia opieki religijnej ludności polskiej. Od sierpnia 1922 roku był profesorem w tajnym seminarium duchownym w Petersburgu.
Na początku marca 1923 roku zostali wezwani do Moskwy, na ich własny koszt, arcybiskup Cieplak, jego wikariusz generalny Konstanty Romuald Budkiewicz, egzarcha Leonid Fiodorow, przedstawiciel Kościoła rosyjsko-katolickiego, i dwunastu innych duchownych, po czym wytoczono im proces pokazowy przed Najwyższym Trybunałem Rewolucyjnym: o propagandę antyradziecką, przeciwstawianie się podziałowi Kościoła i państwa oraz konfiskacie dóbr kościelnych i przechowywanie w kościołach zwłok zmarłych. Arcybiskup Cieplak i prałat Budkiewicz zostali skazani na śmierć przez rozstrzelanie. Cieplakowi złagodzono wyrok na 10 lat więzienia.
Polski poseł, Roman Knoll, zaproponował wymianę księdza Budkiewicza na któregoś z więzionych w Polsce agentów sowieckich, ale propozycja została odrzucona. Również interwencje przedstawicieli Anglii, Czechosłowacji, Włoch i Watykanu nie przyniosły żadnych rezultatów.
Prałat Budkiewicz został zabity strzałem w tył głowy 31 marca 1923 roku w moskiewskim więzieniu na Łubiance. Zwłoki zostały prawdopodobnie spalone.
Na jego cześć postawiono w Zwierzyńcu drewniany krzyż.